# Irina Derevko
Irina Derevko er en fiktiv person i tv-serien Alias, spillet af svenske Lena Olin. Irina er Sydney Bristows mor, og derfor også kendt under navnet Laura Bristow.